# بخش جالپایگوری
بخش جالپایگوری (به انگلیسی: Jalpaiguri division) یک منطقهٔ مسکونی در هند است که در بنگال غربی واقع شده‌است. بخش جالپایگوری ۱۲٬۷۱۳ کیلومتر مربع مساحت و ۸٬۷۹۰٬۳۹۷ نفر جمعیت دارد.